# Nord sud ovest est (singolo)
Nord sud ovest est è un brano del 1993 scritto e cantato dagli 883 e prodotto da Pier Paolo Peroni e Marco Guarnerio.
Questa canzone è tratta dall'album omonimo, pubblicato nello stesso anno.
Il brano è contenuto anche negli album Gli anni, Mille grazie, TuttoMax, Max Live 2008, Max 20 (reinterpretato con Elio) e Le canzoni alla radio. Una versione remix del brano,  a cura dei Datura, è inclusa nella speciale raccolta di brani remixati del gruppo intitolata Remix '94 e nell'edizione straordinaria dell'album omonimo uscita nel 2000, mentre una versione in spagnolo intitolata Nor oeste sur este è presente nel cd singolo del 1999 Viaggio al centro del mondo.

## Il brano
Con questo brano gli 883 partecipano nell'estate del 1993 al Festivalbar e vincono la sezione album della kermesse canora.
Il singolo Nord sud ovest est fu tradotto in spagnolo dal gruppo messicano Kairo nel 1994 sotto il nome En los espejos de un café e divenne un successo immediato in America Latina e in Spagna.
La canzone descrive letteralmente un viaggio che il protagonista compie per trovare la sua amata perduta, in una ambientazione da film western messicano, con suoni e ritmiche sudamericaneggianti. In realtà il testo parla anche metaforicamente della ricerca del senso della vita, del ritrovare se stessi, come se fosse un viaggio, senza sapere quale sia la meta, né se l'obiettivo sarà mai raggiunto (anche perché, a volte, tale obiettivo non è chiaro neppure a chi lo sta inseguendo). In questo senso il brano è emblematico delle canzoni del secondo album degli 883 che parlano tutte in qualche modo di ricerca di evasione, di viaggio e di ricerca di se stessi, tema che riemergerà anche in altre canzoni di Max Pezzali, soprattutto dopo aver intrapreso la carriera solista.

## Tracce
1. Nord sud ovest est (Album Mix) (4:31)
2. Nord sud ovest est (N.S.O. Extended) (5:31)
3. Bonus tracks (0:22)
4. Nord sud ovest est (Piano Mix) (4:30)

## Formazione
- Max Pezzali - voce
- Mauro Repetto - cori, sequencer
- Demo Morselli - tromba
- Roberto Mazin - sassofono
- Manuela Pedratti - cori

## Classifiche
| Classifica (1993) | Posizione massima |
| ----------------- | ----------------- |
| Italia            | 3                 |

| Classifica (2024) | Posizione massima |
| ----------------- | ----------------- |
| Italia            | 100               |

### Classifiche di fine anno
| Classifica (1993) | Posizione |
| ----------------- | --------- |
| Italia            | 33        |